# ESteem
ESteem（韓語：에스팀）是韓國的經紀公司，於2004年由舞台導演金素妍成立。ESteem自2004年開始在韓國培養出不少頂級模特，於時尚產業的發展和國內模特業務發揮了重要作用。之後將其業務拓展到管理領域，包含設計師、藝術家、模特兒、藝人以及Youtuber，因此ESteem Group當中包括ESteem Model、ESteem Entertainment、ESteem Works、Mixcon、Speeker及ESteem NYC。

## 歷史
- 2004年7月15日，金素妍代表以時裝秀及活動企劃、時尚模特兒經紀業務為目的成立了Esteem Model。
- 2015年12月，SM娛樂宣布與Esteem簽署戰略合作與持股投資合約，兩家公司將共享資源，希望能有助彼此發展[2]。
- 2017年5月12日，公司變更名稱為ESteem Group Company（韓語：주식회사 에스팀）。

## 旗下藝人

### ESteem Model
- 민준기（朝鲜语：민준기）
- Anzardi Timothee
- 安承俊
- 白俊英
- 趙珉浩
- 金道鎮
- 金真坤
- 차수민
- YURY
- Irene Kim
- SOOJOO
- Aiki
- JINGJING YU

### ESteem Entertainment
演員
- 金宗勳（朝鲜语：김종훈 (모델)）
- 金賢珠
- 柳善英
- 文珠姸
- 박세진
- 朴載民
- 박종혁
- 오다예
- 李哲宇
- 이호연
- 차치응
- 蔡貞安
- TEI
- 韓成敏
- 白成哲

藝人 
- 高旻成
- 金承煥
- 金珍京
- 徐彩媛
- 宋慶雅
- 宋海娜
- 李賢怡
- 李惠英
- 李惠貞
- 張允柱
- 정재호
- 鄭赫
- 秦雅凜
- 韓惠妍
- 韓惠珍
- 許志雄

### Speeker Entertainment
- 李言廷
- 金忠宰
- 鄭勝旻

## 已離開藝人
- 李義秀（已故）
- 安宰賢
- 李孝利
- 李尚順

## 外部連結
- 官方网站（ESteem Group）
- 官方网站（ESteem Models）
- 官方网站（ESteem ENT）
- 官方网站（Speeker）
- ESteem的Instagram帳戶（ESteem Group）
- ESteem的Instagram帳戶（ESteem Models）
- ESteem的Instagram帳戶（ESteem ENT）